# Gösta Hilding
Gösta Harry Hilding, född 25 april 1922 i Borgstena, Älvsborgs län, död 18 maj 1990 i Kungsbacka församling, Hallands län, var en svensk målare. Han studerade bland annat i England, Frankrike och Tyskland. Hildings konst består av landskapsmåleri, gärna med vatten, samt hästar och andra djurmotiv. Han är begravd på Gamla kyrkogården i Kungsbacka.